# Conselho Ecumênico Reformado
O Conselho Ecumênico Reformado (CER - em inglês Reformed Ecumenical Council) foi organização internacional de igrejas reformadas. Foi fundado em 14 de agosto de 1946, em Grand Rapids, Michigan, Estados Unidos.
Em 2006, o CER votou por se unir a Aliança Mundial das Igrejas Reformadas, outra organização internacional de denominações reformadas, para formar a atual Comunhão Mundial das Igrejas Reformadas. A união ocorreu efetivamente em 2010.
Na época da fusão, era formado por 25 denominações, que juntas possuíam 12 milhões de membros. Todavia, algumas denominações mais conservadoras não permaneceram na Comunhão Mundial das Igrejas Reformadas após a fusão.